# Flujo de un instrumento
El flujo de un instrumento es el flujo de la información en un sistema con un  instrumento. 
DUT es el dispositivo bajo estudio, del que queremos medir una magnitud o al que queremos aplicar un estímulo. 
Este diagrama es bidireccional puesto que podemos estar hablando de una medida o de una actuación.

## Flujo de una medida
Nuestro sensor nos proporciona información analógica deseada y otras señales no deseadas. Esta señal será procesada analógicamente gracias a una referencia que nos ayuda a distinguir entre la información y los errores de medida en la etapa de procesamiento analógico. Tal información, gracias a un conversor  analógico-digital, es transformada a información digital que aún contiene cierto índice de error que no ha podido ser eliminado en el procesamiento analógico. Por lo tanto, se efectúa un procesamiento digital de la señal que devuelve la información en la que se está interesado al sistema de presentación o de control.
La división del trabajo entre el procesamiento analógico y el digital, varía entre aplicaciones concretas.
El control se suele hacer en un sistema de instrumentación.